# Liefde voor muziek (televisieprogramma)
Liefde voor muziek is een Vlaams televisieprogramma dat uitgezonden wordt door VTM. Het eerste seizoen werd in 2015 uitgezonden. In het programma zingen Bekende Vlamingen elkaars liedjes. De muziekdirecteur is Jeroen Swinnen. Het programma is gebaseerd op het Nederlandse programma Beste Zangers.

## Concept
Een groep Bekende Vlamingen brengt samen een week door op een zomerse vakantiebestemming. Elke avond treden ze op, waarbij een van hen centraal staat. De anderen brengen elk om beurt een bewerkt nummer van de centrale artiest. 
In het eerste seizoen trad de centrale artiest niet op, vanaf seizoen twee bracht elke centrale artiest een tribuutcover.
Vanaf het derde seizoen maakt er ook steeds een Nederlandse artiest deel uit van de groep, behalve in seizoen 7.
Sinds 2021 is er ook telkens een live concert in Lotto Arena met de artiesten van dat seizoen.

## Seizoensoverzicht
| Seizoen | Start            | Einde            | Artiesten            | Artiesten            | Artiesten         | Artiesten               | Artiesten           | Artiesten          | Artiesten           | Artiesten          | Artiesten | Afleveringen | Gemiddeld live-kijkcijfer |
| ------- | ---------------- | ---------------- | -------------------- | -------------------- | ----------------- | ----------------------- | ------------------- | ------------------ | ------------------- | ------------------ | --------- | ------------ | ------------------------- |
| 1       | 23 maart 2015    | 11 mei 2015      | Stan Van Samang      | Christoff            | Slongs Dievanongs | Guy Swinnen             | Kate Ryan           | Tom Helsen         |                     |                    |           | 8            | 584.435                   |
| 2       | 11 januari 2016  | 29 februari 2016 | Belle Pérez          | Ian Thomas           | Sioen             | Dana Winner             | Johannes Genard     | Paul Michiels      | Eva De Roovere      | 8                  | 589.786   |              |                           |
| 3       | 10 april 2017    | 29 mei 2017      | Natalia              | Josje Huisman        | Isabelle A        | Lady Linn               | Bart Peeters        | Gers Pardoel       | Clouseau            | 8                  | 746.966   |              |                           |
| 4       | 16 april 2018    | 4 juni 2018      | Coco Jr.             | Niels Destadsbader   | Sharon den Adel   | Sam & Gert Bettens      | Silvy De Bie        | Jasper Steverlinck | Helmut Lotti        | 8                  | 629.614   |              |                           |
| 5       | 15 april 2019    | 3 juni 2019      | Bart Kaëll           | Milow                | Ilse DeLange      | Jan Leyers              | Laura Tesoro        | Kommil Foo         | Stef Kamil Carlens  | 8                  | 572.105   |              |                           |
| 6       | 30 maart 2020    | 18 mei 2020      | Karen Damen          | Gene Thomas          | Peter Vanlaet     | Regi Penxten            | André Hazes jr.     | The Starlings      | Sean Dhondt         | 8                  | 838.245   |              |                           |
| 7       | 15 februari 2021 | 18 april 2021    | Willy Sommers        | Tourist LeMC         | Emma Bale         | Bert Ostyn              | Cleymans & Van Geel | Geike Arnaert      | Ronny Mosuse        | 8                  | 611.950   |              |                           |
| 8       | 4 april 2022     | 23 mei 2022      | Camille Dhont        | Suzan & Freek        | Ozark Henry       | Koen Buyse              | Margriet Hermans    | Davina Michelle    | 2 Fabiola           | 8                  | 522.219   |              |                           |
| 9       | 4 april 2023     | 23 mei 2023      | DAAN                 | Portland             | Stef Bos          | K3                      | Günther Neefs       | Jaap Reesema       | Metejoor            | 8                  | 491.723   |              |                           |
| 10      | 12 maart 2024    | 21 mei 2024      | Stan Van Samang (S1) | Johannes Genard (S2) | Clouseau (S3)     | Jasper Steverlinck (S4) | Laura Tesoro (S5)   | Regi Penxten (S6)  | Tourist LeMC (S7)   | Suzan & Freek (S8) | K3 (S9)   | 10           | 509.454                   |
| 11      | 26 maart 2025    | 14 mei 2025      | MAKSIM               | Hooverphonic         | Luc Steeno        | Kids With Buns          | Barbara Dex         | Guus Meeuwis       | Frank Vander linden |                    |           | 8            | 352.390                   |

Deelnemers André Hazes jr. (S7), Davina Michelle (S11), Milow (S13), Stef Bos (S13), Suzan & Freek (S13), Belle Pérez (S14) en Jaap Reesema (S15) hebben ook deelgenomen aan de Nederlandse versie Beste Zangers.
Deelnemers Milow (6) en Ilse DeLange (7) hebben deelgenomen aan de Duitse versie Sing meinen Song.

## Special
Naar aanleiding van Rode Neuzen Dag werd op 13 november 2020 een speciale aflevering uitgezonden met de cast van het zesde seizoen onder de naam Liefde voor Muziek: De Reünie.

## Hitnoteringen
| Album met hitnotering(en) in de Vlaamse Ultratop 200 albums | Datum van verschijnen | Datum van binnenkomst | Hoogste positie | Aantal weken | Opmerkingen                  |
| ----------------------------------------------------------- | --------------------- | --------------------- | --------------- | ------------ | ---------------------------- |
| Liefde voor muziek                                          | 19 februari 2016      | 27 februari 2016      | 1 (1 wk)        | 42           | Compilatie van seizoen 2     |
| Liefde voor muziek - Het beste uit seizoen 1 & 2            | 18 november 2016      | 26 november 2016      | 17              | 54           | Compilatie van seizoen 1 & 2 |
| Liefde voor muziek (2017)                                   | 26 mei 2017           | 3 juni 2017           | 1 (8 wk)        | 70           | Compilatie van seizoen 3     |
| Liefde voor muziek (2018)                                   | 1 juni 2018           | 9 juni 2018           | 1 (1 wk)        | 45           | Compilatie van seizoen 4     |
| Liefde voor muziek (2019)                                   | 31 mei 2019           | 8 juni 2019           | 1 (1 wk)        | 23           | Compilatie van seizoen 5     |
| Liefde voor muziek (2020)                                   | 16 mei 2020           | 23 mei 2020           | 1 (10 wk)       | 57           | Compilatie van seizoen 6     |
| Liefde voor muziek (2021)                                   | 2 april 2021          | 10 april 2021         | 1 (3 wk)        | 29           | Compilatie van seizoen 7     |
| Liefde voor muziek (2022)                                   | 20 mei 2022           | 28 mei 2022           | 2               | 20           | Compilatie van seizoen 8     |
| Liefde voor muziek (2023)                                   | 19 mei 2023           | 27 mei 2023           | 1 (2 wk)        | 22           | Compilatie van seizoen 9     |
| Liefde voor muziek (2024)                                   | 17 mei 2024           | 25 mei 2024           | 2 (2 wk)        | 21           | Compilatie van seizoen 10    |
| Liefde voor muziek (2025)                                   | 9 mei 2025            | 17 mei 2025           | 2 (3 wk)        | 14*          | Compilatie van seizoen 11    |

| Single met hitnotering(en) in de Vlaamse Ultratop 50 | Datum van verschijnen | Datum van binnenkomst | Hoogste positie | Aantal weken | Opmerkingen                     |
| ---------------------------------------------------- | --------------------- | --------------------- | --------------- | ------------ | ------------------------------- |
| Junebug (Live)                                       | 23 maart 2015         | 4 april 2015          | 38              | 1            | door Kate Ryan                  |
| Goeiemorgend, goeiendag (Live)                       | 30 maart 2015         | 11 april 2015         | 1 (1 wk)        | 22           | door Stan Van Samang            |
| Ik ben niet de bank (Live)                           | 30 maart 2015         | 11 april 2015         | 17              | 2            | door Christoff                  |
| Hard Times (Live)                                    | 6 april 2015          | 18 april 2015         | 12              | 6            | door Stan Van Samang            |
| Nachtwinkel (Live)                                   | 6 april 2015          | 18 april 2015         | 46              | 1            | door Slongs Dievanongs          |
| Alive (Live)                                         | 13 april 2015         | 25 april 2015         | 34              | 2            | door Stan Van Samang            |
| I Surrender (Live)                                   | 13 april 2015         | 25 april 2015         | 11              | 1            | door Guy Swinnen                |
| I Am (Live)                                          | 20 april 2015         | 2 mei 2015            | 26              | 3            | door Stan Van Samang            |
| Vaarwel (Live)                                       | 20 april 2015         | 2 mei 2015            | 6               | 4            | door Christoff                  |
| Een ster (Live)                                      | 27 april 2015         | 9 mei 2015            | 1 (2 wk)        | 39           | door Stan Van Samang            |
| Zeven zonden (Live)                                  | 27 april 2015         | 9 mei 2015            | 46              | 1            | door Slongs Dievanongs          |
| My Dearest Friend (Live)                             | 27 april 2015         | 9 mei 2015            | 4               | 3            | door Guy Swinnen                |
| Sweet Friend of Mine (Live)                          | 27 april 2015         | 9 mei 2015            | 7               | 3            | door Kate Ryan                  |
| No Surrender (Live)                                  | 27 april 2015         | 4 mei 2015            | 10              | 2            | door Stan Van Samang            |
| Weer verder gaan (Live)                              | 11 januari 2016       | 23 januari 2016       | 6               | 2            | door Dana Winner                |
| Honeybee (Live)                                      | 11 januari 2016       | 23 januari 2016       | 4               | 13           | door Johannes Genard            |
| Hope for this Land (Live)                            | 25 januari 2016       | 6 februari 2016       | 49              | 1            | door Johannes Genard            |
| Een zee vol dromen (Live)                            | 25 januari 2016       | 6 februari 2016       | 32              | 2            | door Dana Winner                |
| One Moment in Time (Live)                            | 1 februari 2016       | 13 februari 2016      | 24              | 1            | door Dana Winner                |
| Song for My Dad (Live)                               | 1 februari 2016       | 13 februari 2016      | 41              | 1            | door Ian Thomas                 |
| Ik wil je terug (Live)                               | 10 april 2017         | 22 april 2017         | 4               | 9            | door Clouseau                   |
| Boeng (Live)                                         | 10 april 2017         | 22 april 2017         | 20              | 11           | door Gers Pardoel               |
| I've Only Begun to Fight (Live)                      | 10 april 2017         | 22 april 2017         | 39              | 1            | door Isabelle A                 |
| You've Got a Friend (Live)                           | 17 april 2017         | 29 april 2017         | 9               | 5            | door Natalia                    |
| Helemaal alleen (Live)                               | 24 april 2017         | 6 mei 2017            | 35              | 3            | door Clouseau                   |
| How I Danced (Live)                                  | 24 april 2017         | 6 mei 2017            | 31              | 1            | door Natalia                    |
| Alles voor mij (Live)                                | 8 mei 2017            | 20 mei 2017           | 25              | 1            | door Clouseau                   |
| Zo bijzonder (Live)                                  | 15 mei 2017           | 27 mei 2017           | 15              | 20           | door Gers Pardoel               |
| Bagagedrager (Live)                                  | 15 mei 2017           | 27 mei 2017           | 47              | 1            | door Josje                      |
| Anne (Live)                                          | 22 mei 2017           | 3 juni 2017           | 44              | 2            | door Gers Pardoel               |
| Verover Mij (Live)                                   | 15 maart 2018         | 24 maart 2018         | 4               | 28           | door Niels Destadsbader         |
| Ik ben van 't stroate (Live)                         | 16 april 2018         | 28 april 2018         | 35              | 3            | door Niels Destadsbader         |
| Paradijs (Live)                                      | 30 april 2018         | 2 juni 2018           | 50              | 1            | door Niels Destadsbader         |
| Sleeping Bag (Live)                                  | 29 maart 2019         | 13 april 2019         | 47              | 1            | door Milow feat. Ilse DeLange   |
| Thinking About You All the Time (Live)               | 27 mei 2019           | 20 juli 2019          | 44              | 3            | door Laura Tesoro               |
| Doe het licht maar uit (Live)                        | 13 maart 2020         | 18 maart 2020         | 44              | 3            | door André Hazes jr.            |
| Kom wat dichterbij (Live)                            | 13 maart 2020         | 21 maart 2020         | 1 (9 wk)        | 31           | door Regi feat. Jake Reese & OT |
| Little Submarine (Live)                              | 30 maart 2020         | 11 april 2020         | 11              | 16           | door The Starlings              |
| Zo ver weg (Live)                                    | 13 april 2020         | 25 april 2020         | 26              | 10           | door Regi feat. Jake Reese & OT |
| Mij en m'n gitaar (Live)                             | 20 maart 2020         | 16 mei 2020           | 42              | 8            | door Gene Thomas                |
| Vechter (Live)                                       | 13 november 2020      | 21 november 2020      | 7               | 14           | door Regi & Camille             |
| En route (Live)                                      | 22 februari 2021      | 27 februari 2021      | 22              | 7            | door Cleymans & Van Geel        |
| Dit is voor jou (Live)                               | 19 maart 2022         | 26 maart 2022         | 44              | 3            | door Suzan & Freek              |
| Lift U Up / Hou Vol (Live)                           | 21 maart 2022         | 16 april 2022         | 38              | 2            | door Camille                    |
| Lekker blijven hangen (Live)                         | 11 april 2022         | 7 mei 2022            | 25              | 16           | door Margriet Hermans           |
| Beter zo (Live)                                      | 13 mei 2022           | 21 mei 2022           | 18              | 7            | door Camille                    |
| Papa (Live)                                          | 11 april 2023         | 22 april 2023         | 33              | 5            | door Jaap Reesema               |
| Geef licht (Live)                                    | 11 april 2023         | 29 april 2023         | 46              | 1            | door Metejoor                   |
| She Really (Really) Means It (Live)                  | 18 april 2023         | 6 mei 2023            | 40              | 3            | door Portland                   |
| Laat ons een bloem (Live)                            | 9 mei 2023            | 20 mei 2023           | 5               | 21           | door Metejoor                   |
| Vuurwerk (Live)                                      | 20 februari 2024      | 16 maart 2024         | 43              | 1            | door Clouseau                   |
| Oya Lélé (Live)                                      | 9 april 2024          | 4 mei 2024            | 49              | 1            | door Laura Tesoro               |
| Echte mannen (Live)                                  | 30 april 2025         | 17 mei 2025           | 47              | 1            | door MAKSIM                     |